# Archiearis hyemalis
Archiearis hyemalis là một loài bướm đêm trong họ Geometridae.